# Koninklijke Nederlandse Chemische Vereniging
Die Koninklijke Nederlandse Chemische Vereniging (KNCV) (englisch: Royal Netherlands Chemical Society) ist eine wissenschaftliche Vereinigung der Chemiker der Niederlande. Sie hat nach eigenen Angaben 8500 Mitglieder und 17 Abteilungen (wie z. B. Analytische Chemie und Makromoleküle). Sie war Herausgeberin der Zeitschrift Chemisch Weekblad, die nun unter dem Titel C2W erscheint. Außerdem gab sie zeitweilig die Zeitschrift Chemische Berichte – Recueil heraus. Die KNCV ist ein Teil der European Association for Chemical and Molecular Sciences (EuCheMS), einer europäischen Non-Profit-Organisation.
Die Vereinigung wurde am 15. April 1903 als Algemene Nederlandsche Chemische Vereeniging gegründet und wurde am 4. Juli desselben Jahres in Nederlandsche Chemische Vereeniging umbenannt. Zum 50. Gründungsjubiläum 1953 wurde der Vereinigung das Prädikat Koninklijk zuerkannt.
Jährlich verleiht die Gesellschaft die goldene KNCV-Medaille – den wichtigsten und angesehensten Chemiepreis in den Niederlanden.